# Lee Gordon
Lee "Stubby" Gordon (? - ?) was een Amerikaanse jazzmusicus en bigbandleider uit Cleveland. Hij leidde de band Rhythm Masters en componeerde (mede) de muziek voor liedjes als "Tell Me Dreamy Eyes", "Worryin' Blues" (met Phil Spitalny, tekst: Gus Kahn) en "Rippin' Off" (in 1926 opgenomen door The Five Harmaniacs). 
- International Standard Name Identifier: 0000 0004 9716 211X
- Library of Congress Control Number: nb2019015324
- Virtual International Authority File: 8420156565707423500007
- WorldCat: E39PBJB8rgWw7rqxc6dPp7dfbd